# Natalja Anissimowa (Leichtathletin)
Natalja Anissimowa (russisch Наталья Анисимова, engl. Transkription Natalya Anisimova; * 8. Mai 1973) ist eine ehemalige russische Sprinterin.
Bei den Leichtathletik-Europameisterschaften 1994 in Helsinki gewann sie mit der russischen Mannschaft Silber in der 4-mal-100-Meter-Staffel. 1996 wurde sie nationale Hallenmeisterin über 60 m.

## Persönliche Bestzeiten
- 60 m (Halle): 7,14 s, 23. Februar 1996, Moskau
- 100 m: 11,23 s, 2. Juli 1996, Sankt Petersburg